# Eryx (Mythologie)

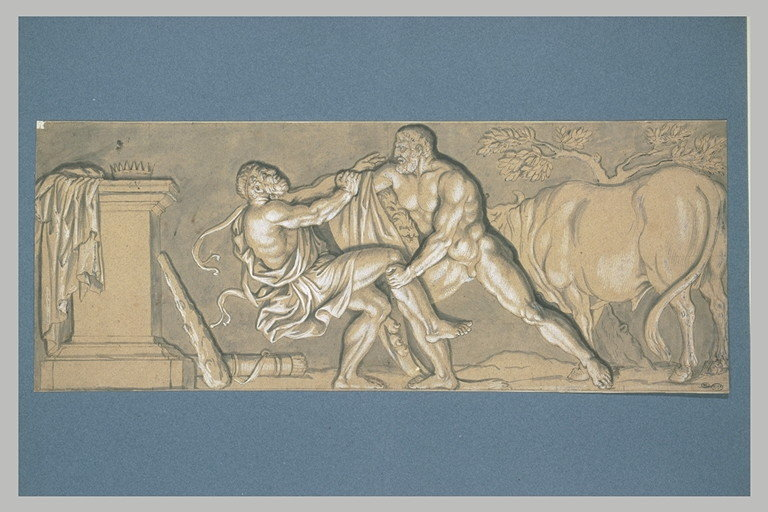
Zeichnung nach Nicolas Poussin, die Eryx und Herakles im Kampf darstellt, Louvre

Eryx (altgriechisch Ἔρυξ Éryx) ist in der griechischen Mythologie der Sohn der Liebesgöttin Aphrodite und des Argonauten Butes oder des Meeresgottes Poseidon. Er ist der eponyme Namensgeber des Berges Erice, auf dem sich das Heiligtum der Aphrodite Erykine befand.
Eryx, welcher im Westen von Sizilien lebte und auch große Teile dieser Insel beherrschte, versuchte eines Tages eine verirrte Kuh zu stehlen, welche zu den Herden des dreileibigen Riesen Geryon gehörte, die nun von Herakles für Eurystheus erkämpft worden waren und zu dem mykenischen König gebracht wurden. Als Herakles sah, was Eryx tat, wurde er von dem bekannten Faustkämpfer zu einem Ringkampf aufgefordert und erwürgte ihn bei diesem.